# Eaton Corporation
Die Eaton Corporation ist ein global operierendes irisches Industrieunternehmen mit Sitz im Eaton House in Dublin und einem bedeutenden Verwaltungszentrum im Eaton Center in Cleveland. Eaton entwickelt und vertreibt Komponenten und Systeme für Mobil- und Industrie-Hydraulik, elektrische Systeme und Energieverteilung, Fahrzeug- und Flugzeug-Komponenten. Eaton beschäftigt 102.000 Mitarbeiter und verkauft Produkte an Kunden in mehr als 150 Ländern.
Bei einem Umsatz von 22,6 Mrd. US-Dollar erwirtschaftete Eaton 2014 ein EBIT-Ergebnis von 2,23 Mrd. US-Dollar. Eaton ist im S&P 500 gelistet.
Eaton ist laut Forbes Global 2000 das größte Unternehmen Irlands.

## Geschichte

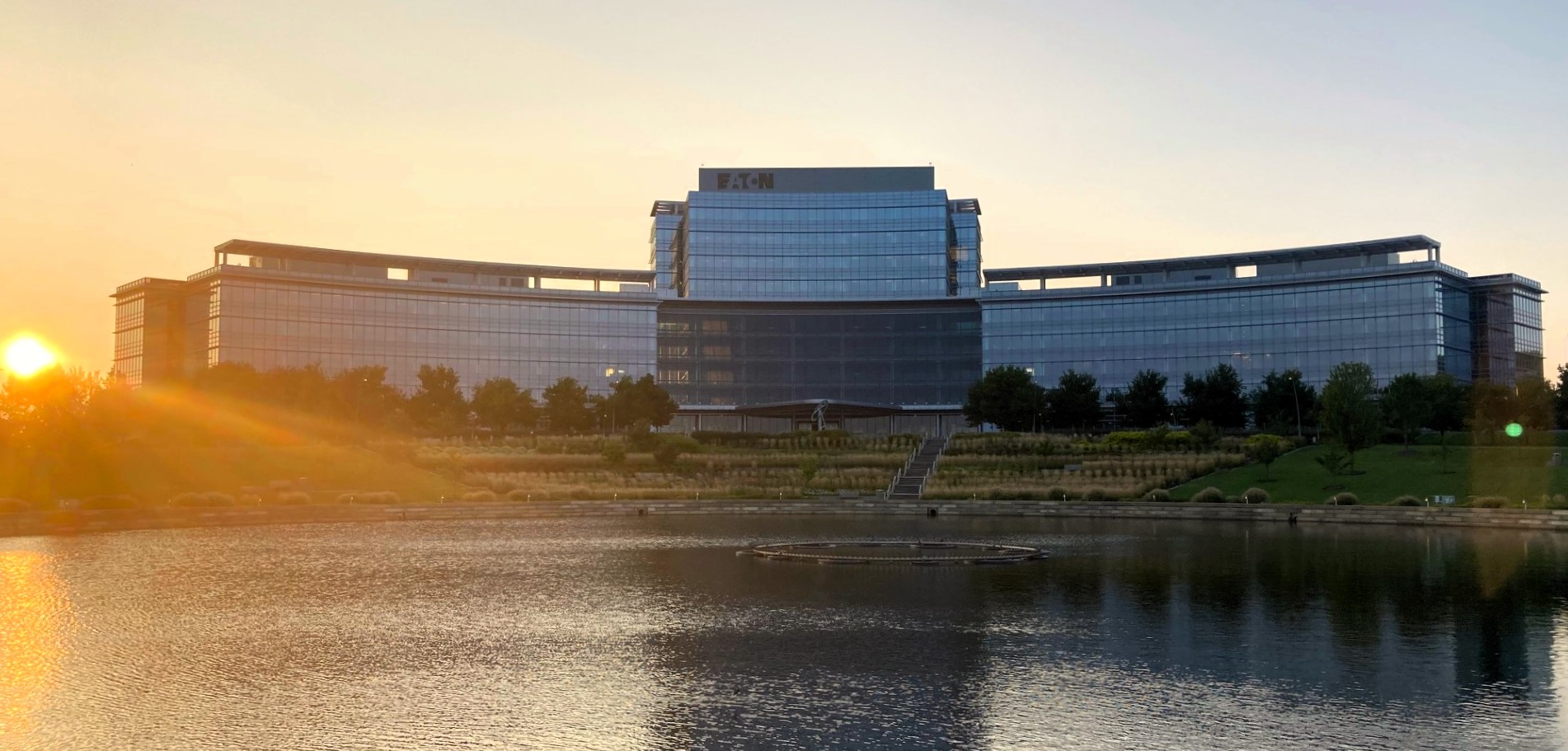
Verwaltungsgebäude von Eaton in Beachwood, Ohio

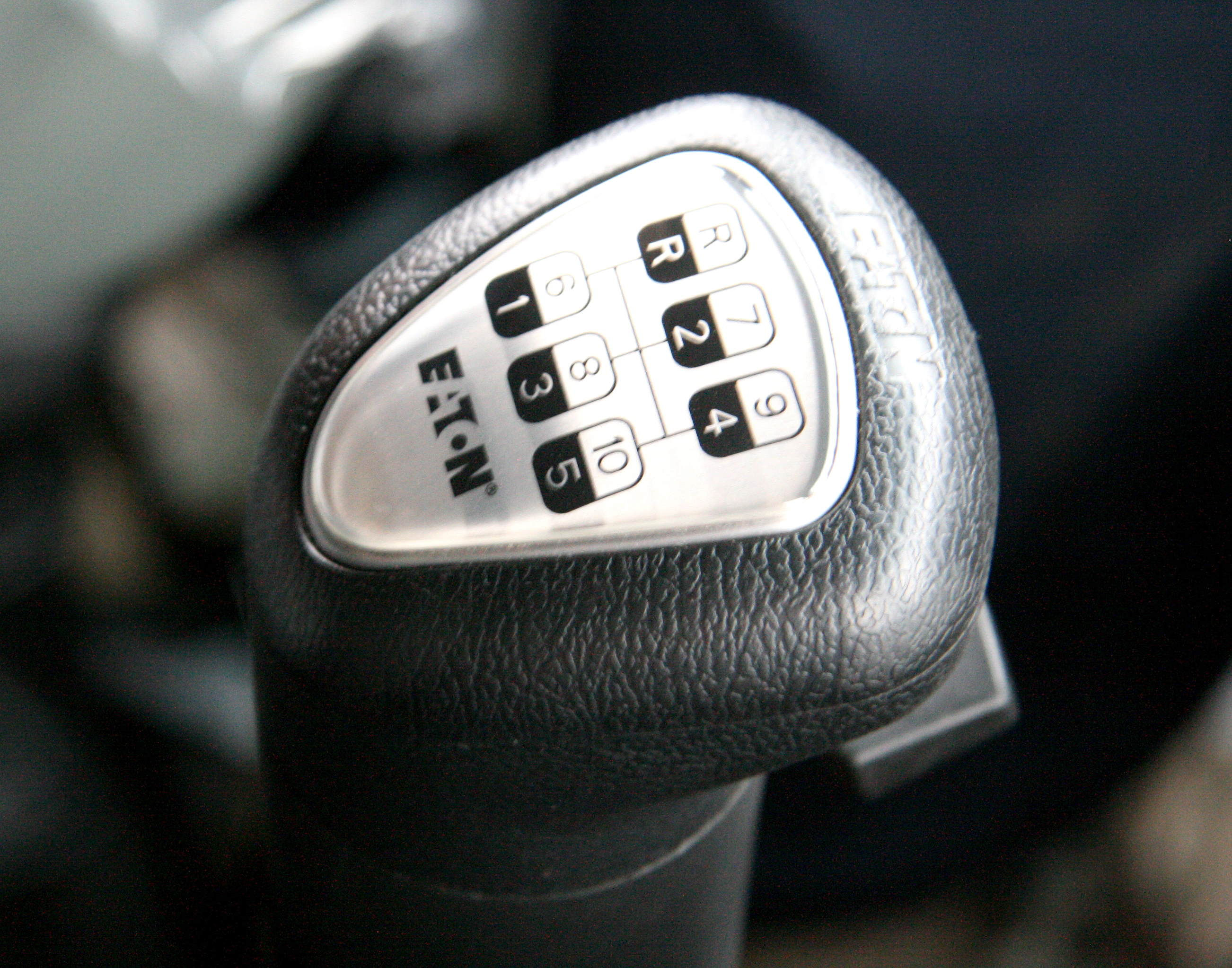
Eaton-Logo auf dem Schaltknauf eines Kenworth-Trucks mit Untersetzungsgetriebe

Die Eaton Corporation wurde 1911 von dem Erfinder Viggo Torbensen und Joseph Eaton in Bloomfield, New Jersey unter dem Namen Torbensen Gear and Axle Co. gegründet. Torbensen betrieb vorher die Torbensen Motor Car Company. Da sich der Mittlere Westen immer mehr zu einem Zentrum der Automobilindustrie entwickelte, wurde 1915 der Firmensitz nach Cleveland in Ohio verlegt. 1923 erfolgte die Umbenennung in Eaton Axle & Spring und der Gang an die New Yorker Börse.
Kurz vor der Weltwirtschaftskrise hatte das Unternehmen sein Stammkapital nahezu verdreifacht und damit die Liquidität für Investitionen gesichert. Es kaufte Wilcox-Rich und wurde damit im Bereich Flugzeugbau tätig. 1930 übernahm Eaton Corporation den Federring-Hersteller Reliance Manufacturing Co. und benannte sich 1932 in Eaton Manufacturing Company um.
1946 kaufte die Eaton Corporation die Dynamatic Corporation auf und erweiterte ihr Geschäftsfeld damit auf den Elektronik-Bereich. Die Dynamatic Corporation war im Zweiten Weltkrieg in der Zeit von 1941 bis 1946 als Produzent für Kraftmesser tätig, die in Flugzeugtriebwerken eingesetzt wurden. 1995 splittete die Eaton Corporation die Geschäftsfelder der Dynamatic Corporation auf und verkaufte einen Teil an private Investoren, die den Namen Dynamatic Corporation weiter führten. Außerdem erweiterte das Unternehmen seine Geschäftstätigkeit 1946 erstmals auf den internationalen Markt und kauft Anteile an der Hobourn-Eaton Manufacturing Company Ltd. aus Großbritannien, die Motorpumpen und Getriebe herstellte. Die Ausweitung der Geschäftsfelder vom Automobilzubehör bis zum Flugzeug- und Eisenbahnbau und die Übernahme weiterer Firmen ließ die Umsätze kontinuierlich steigen: 1947 erwirtschaftete die Eaton Corporation einen Umsatz in Höhe von 99,6 Mio. USD (Jahresüberschuss: 7,4 Mio. USD); 1953 lag der Umsatz bei 201 Mio. USD mit einem Überschuss von 9,7 Mio. USD.
In den 50er- und 60er-Jahre wurden die vorhandenen Geschäftsbereiche durch eine Vielzahl an Firmenübernahmen, auch international, erweitert:
Nachdem sich in Brasilien immer mehr Kraftfahrzeughersteller angesiedelt hatten, ging das Unternehmen 1957 ein Joint Venture ein und gründete eine Betriebsstätte in São Paulo, die Eaton S.A. Corp. Ein Jahr später wurde mit der Übernahme der Fuller Manufacturing die zweite Betriebsstätte, Fuller de Brazil, in Brasilien eröffnet.
Außerdem übernahm die Eaton Corp. 1954 die Spring Perch Company (Fahrgestellfedern), 1956 Automotive Gear Works, 1958 Shuler Axle Company und Unit Drop Forge, 1959 Cleveland Worm Gear und William Howe Industries. 1960 kamen Dearborn Marine Engines, 1961 Dill Manufacturing Company und ein Anteil in Höhe von 70 % an der Eaton Livia S.p.A. in Italien dazu. 1962 folgten E.N.V. Engineering Company Ltd. in London und 1963 Dole Valve. Darüber hinaus wurde 1961 eine Betriebsstätte in Argentinien eröffnet.
Eine weitere Umbenennung des Unternehmens in Eaton, Yale and Towne erfolgte 1965, nachdem man 1963 mit Yale & Towne Manufacturing Co. fusioniert hatte. Zur Yale & Towne Manufacturing Co. gehörte unter anderem auch BKS in Velbert, die 1970 als größte Schlossfabrik Europas galt. 1966 war der Umsatz auf 795,6 Mio. USD angestiegen, der Jahresüberschuss lag bei 51,4 Mio. USD. Ende der 60er-Jahre betrug der Umsatzanteil der internationalen Geschäfte 25 % vom Gesamtumsatz.
Seit 1971 trägt die Eaton Corporation ihren heutigen Namen.
Ein Rückgang der Nachfrage an amerikanischen Kraftfahrzeugen zwang das Unternehmen, sich 1978 strukturell zu verändern. Durch den Ankauf der Samuel Moore & Company, Kenway Systems und Cutler-Hammer weitete es den Bereich der Steuerungstechnik und der Luft- und Raumfahrtindustrie aus. Die Übernahme von Cutler-Hammer war mit 400 Mio. USD die bis dahin größte Übernahme der Firmengeschichte. Bestandteil von Cutler-Hammer war die Firma AIL, die 1978 mit der Entwicklung eines Mikrowellensystems für das Space Shuttle beauftragt wurde.
1983 wurde das Eaton Center in Cleveland fertiggestellt. Es ist ungefähr 108 m hoch und besteht aus einem 25- und einem 28-geschossigen Gebäudeteil.
1984 verkaufte Eaton das Tochterunternehmen Timberjack für 26 Mio. USD an Sequoia Associates. 1987 wurde die Eaton Corp. zum ersten Mal in das Fortune-100 Ranking aufgenommen. 1989 präsentierte es den Prototyp eines Elektroautos.
1994 kaufte Eaton für 1,1 Mrd. USD die „Distribution and Control Business Unit“ (DCBU) der Westinghouse Electric Corporation.
1988 erwarb man von Cessna den Geschäftsbereich Hydraulik. und 1996 CAPCO, den ehemaligen Automotive-Bereich der Clark Equipment Company, den Clark 1994 an die Börse gebracht hatte. 1999 übernahm Eaton Aeroquip-Vickers. 1997 gründete die Eaton Corp. zusammen mit der Dana Holding Corporation die Marketingorganisation Roadranger, die die Produkte beider Firmen als Paket, auch hinsichtlich des Services, vermarktete. Im Jahr 2012 wurde diese Zusammenarbeit aufgelöst. Am Ende des 20. Jahrhunderts hatte Eaton 63.000 Mitarbeiter und 195 Produktionsstätten in 23 Ländern.
Im Jahr 2000 wurde die Halbleiter-Sparte als Axcelis Technologies ausgegliedert. 2002 übernahm Eaton Boston Weatherhead, die Schalterabteilung der Mechanical Products Inc., den Geschäftsbereich Stromversorgung der Commonwealth Sprague Capacitor Inc. und die Elektrosparte von Delta plc. 2005 verdoppelte das Unternehmen den Luft- und Raumfahrtbereich durch den Ankauf von Cobham plc und PerkinElmer. 2007 betrugen die Auslandseinnahmen mehr als die Hälfte des Gesamtumsatzes.
2008 kaufte Eaton die Moeller GmbH, einen deutschen Hersteller von Niederspannungs-Schalttechnik, der seit 2010 als Eaton Industries GmbH firmiert. Eaton und Linde Hydraulics gründeten 2010 eine strategische Vertriebs- und Service-Allianz und 2011 erwarb man die deutschen Filterhersteller E. Begerow GmbH & Co KG, und Internormen Technology GmbH & Co. KG.
2012 kaufte Eaton den irischen Rivalen Cooper Industries und verlegte damit seinen rechtlichen Sitz in das irische Dublin. Dort kaufte es das Oldbrook House und ließ es bis 2015 in das Eaton House umbauen, das von nun an als Hauptsitz des Unternehmens dient und angemietete provisorische Büroräume in Dublin ersetzte. 2014 eröffnete Eaton ihr erstes Innovationszentrum in Europa, das Eaton European Innovation Center (EEIC) in Roztoky, Tschechien.